# تمبلويدس
تبملويدس (بالإنجليزية: Tumbleweeds)‏ هو فيلم دراما كوميدي أمريكي تم إنتاجه في سنة 1999 وهو من إخراج جافين اوكونور وبطولة جانيت مكتير وكيمبرلي جي براون و غافين أوكونور و جاي ساندرس.

## القصة
القصة تدور حول ماري جو ووكر، أم وحيدة لأبنة مراهقة تصطحبها مع سيارتها وأمتعتها في إجازة بحثا عن مراعي خضراء. الفيلم يبدأ مع رغبة ماري-جو في مشاجرة رجل. وألذي يعتبر روتين حياتها، وقالت انها حزمت حقيبة لأنها تهيئ نفسها للرحيل المحتوم.

## البطولة
- جانيت مكتير بدور ماري جو ووكر
- كيمبرلي جي براون بدور أفا براون
- جافين اوكونور بدور جاك رونسون
- جاي ساندرس بدور دان ميلر
- لوريل هولومان بدور لوري بندلتون
- لويس سميث بدور غينغر
- مايكل بولارد بدور السيد كومنغز
- سارا داوننغ بدور راكيل رايلي
- أشلي بوسيلي بدور زوي بوسارد
- جينيفر بايج بدور الممرضة

## وصلات خارجية
- تمبلويدس على موقع IMDb (الإنجليزية)
- تمبلويدس على موقع ميتاكريتيك (الإنجليزية)
- تمبلويدس على موقع الموسوعة البريطانية (الإنجليزية)
- تمبلويدس على موقع روتن توميتوز (الإنجليزية)
- تمبلويدس على موقع نتفليكس (الإنجليزية)
- تمبلويدس على موقع ألو سيني (الفرنسية)
- تمبلويدس على موقع Turner Classic Movies (الإنجليزية)
- تمبلويدس على موقع أول موفي (الإنجليزية)
- تمبلويدس على موقع فيلمافينيتي (الإسبانية)
- تمبلويدس على موقع قاعدة بيانات الفيلم (الإنجليزية)

- تمبلويدس على قاعدة بيانات الأفلام على الإنترنت
- تمبلويدس على موقع الطماطم الفاسدة